# بنیاد ماکس‌پلانک برای صلح بین‌المللی و حاکمیت قانون
بنیاد ماکس پلانک برای صلح بین‌المللی و حاکمیت قانون به آلمانی: Max-Planck-Stiftung für Internationalen Frieden und Rechtsstaatlichkeit و عنوان اختصاری: MPFPR یک مؤسسهٔ عام‌المنفعه است. این مؤسسه به مشاورهٔ حقوقی و برگزاری دوره‌های کارآموزی و آموزش ضمن خدمت در مناطق جنگی و مورد منازعه و در کشورهایی که در مرحلهٔ گذار به سر می‌برند، می‌پردازد. این بنیاد به صورت صددرصد به انجمن ماکس پلانک آلمان وابسته بوده و مقرّ آن نیز در شهر هایدلبرگ آلمان است.

## حوزه‌های فعالیت
وظایف اصلی این بنیاد حمایت از صلح و حاکمیت قانون و حقوق بشر است. همچنین این بنیاد حمایت از درک متقابل فرهنگهای حقوقیِ آن سوی مرزها را وظیفهٔ خود می‌داند. دیگر وظیفهٔ اساسی این بنیاد عبارت است از پژوهش در حوزه‌های حقوق بین‌الملل و حقوق عمومی تطبیقی. از میان اصول اساسی منشور حرفه‌ای این بنیاد می‌توان از اصل «علمی بودن»، اصل «بی طرفی سیاسی»، و اصل «استقلال» نام برد.

هم‌اکنون این بنیاد در حال اجرای پروژه‌های متعدد در زمینهٔ مشاوره و دوره‌های کارآموزی و آموزش ضمن خدمت برای کشورهای افغانستان، یمن، قرقیزستان، میانمار، سومالی، سودان، سودان جنوبی و توگو است. در این پروژه‌ها نه تنها این بنیاد با نهادهای دولتی همکاری می‌کند، بلکه با جامعهٔ مدنی این کشورها نیز ارتباط تنگاتنگی دارد.

### مشاوره
این بنیاد به دولتها کمک می‌کند تا بتوانند ساختارهای حاکمیت قانون خود را توسعه دهند و سپس این ساختارهای توسعه یافته را به صورت عملیاتی به کار بندند. برای نیل به این هدف، برای مثال، به مجالس مؤسسان قانون اساسی، وزارتخانه‌ها، پارلمان‌ها و دادگاه‌های عالی مشاوره داده می‌شود. این بنیاد در کنار حمایت از نهادهای دولتی از سازمانهای مردم‌نهاد و دیگر کنشگران مستقل از حکومت‌ها نیز حمایت می‌کند. عمدتاً فعالیت‌های مشاوره‌ای این بنیاد با پروژه‌های کارآموزی و آموزش‌های ضمن خدمتش مرتبط است. 

این بنیاد برای ارائهٔ مشاوره‌های کارآمد، از منظر روش‌شناختی، از ابزار حقوق تطبیقی بسیار بهره می‌گیرد. کارشناسان این بنیاد می‌توانند با تحلیل مدلها و رویه‌های رایج برای حل یک مسئله در سایر کشورها به کنشگران کشور مشاوره‌پذیر آگاهیهای لازم را انتقال دهند تا خود آنان بتوانند برای مسائل مشابه راه حل بیابند. 

این بنیاد علاوه بر حمایت از توسعه و اجرایی کردن ساختارهای بومیِ حاکمیت قانون در منازعات نیز میانجیگری می‌کند.

### دوره‌های کارآموزی و آموزش ضمن خدمت
این بنیاد دوره‌های کارآموزی و دوره‌های آموزش ضمن خدمت در موضوعات مختلف (عمدتاً حقوقی) ارائه می‌کند. گروه‌های هدف عبارت‌اند از تصمیم‌گیرندگان اساسی مانند نمایندگان پارلمان‌ها، قضات و کارکنان عالیرتبهٔ وزارتخانه‌ها و همچنین نمایندگان جامعهٔ مدنی مانند وکلا و استادان دانشگاه.

### پژوهشهای بنیادی
بنیاد ماکس پلانک برای صلح بین‌المللی و حاکمیت قانون در کنار پروژه‌های مشاوره و آموزش به پژوهشهای بنیادی نیز می‌پردازد و از این راه به سهم خود به نظریه‌پردازی در حوزه‌های «حمایت از صلح» و «ترویج حاکمیت قانون» یاری می‌رساند. «اصلاح قانون اساسی کشورهای عربی»، «پلورالیسم حقوقی» و «مبارزه با فساد اداری» از جمله پروژه‌های پژوهشی این بنیاد در حال حاضرند.

## شکل‌گیری
سابقهٔ فعالیت‌های این بنیاد به کارگروه «انتقال دانش به جهان» در پژوهشگاه ماکس پلانک برای حقوق عمومی خارجی و حقوق بین‌الملل بر می‌گردد که از سال ۲۰۰۲ توسط رئیس وقت آن پژوهشگاه، پروفسور رودیگر ولفروم ، تأسیس شده بود. پروژه‌های این کارگروه که شهرت بین‌المللی یافته بودند، از ژانویهٔ سال ۲۰۱۳ در قالب این بنیاد جدیدالتأسیس استمرار یافتند.

## سازمان
بنیاد ماکس پلانک در سال ۲۰۱۳ در حدود ۳۰ همکار علمی در استخدام خود داشت. کارشناسان علمی این بنیاد پروژه‌هایی را در مورد کشور یا موضوعی خاص طراحی کرده و با موافقت و همکاری کامل کنشگران محلی اجرا می‌کنند.
این بنیاد دو مدیر دارد: ، تیلمن رودر و رودیگر ولفروم. این مدیران شاخص‌های اصلی مسیر علمی و سیاست توسعه‌ایِ بنیاد را طراحی کرده و در مورد مسائل بنیادیِ مرتبط با فعالیت‌های پژوهشی و پروژه‌ایِ مؤسسه تصمیم‌گیری می‌نمایند.

این بنیاد فعالیت‌های خود را بیشتر از طریق بودجه‌های دولت فدرال آلمان و سازمانهای بین‌المللی (همانند یو ان دی پی و یوروپ‌اید ) و همچنین کمکهای خیریهٔ بخش خصوصی تمویل می‌کند.

برخی همکاران آلمانی و افغان این بنیاد در ماه ژوئن سال ۲۰۱۳ «سازمان حمیده برمکی برای حاکمیت قانون» را تأسیس کردند. این سازمان به عنوان مجری محلی در تمامی پروژه‌های این بنیاد در افغانستان مشارکت دارد.

## پیوندهای اینترنتی
- صفحهٔ اینترنتی بنیاد ماکس پلانک برای صلح بین‌المللی و حاکمیت قانون به زبان آلمانی
- صفحهٔ اینترنتی بنیاد ماکس پلانک برای صلح بین‌المللی و حاکمیت قانون به زبان انگلیسی
- صفحهٔ اینترنتی پژوهشگاه ماکس پلانک برای حقوق عمومی خارجی و حقوق بین‌الملل به زبان آلمانی
- صفحهٔ اینترنتی پژوهشگاه ماکس پلانک برای حقوق عمومی خارجی و حقوق بین‌الملل به زبان انگلیسی